# Ferrari 575M Maranello
Ferrari 575M Maranello (Type F133) — двомісне 2-дверне купе класу гран-турізмо автомобільної компанії Ferrari, яке виготовлялось з 2002 по 2006 рр. як модифікація Ferrari 550. В 2006 році була замінена на Ferrari 599 GTB.
В сумі виготовили 2056 автомобілів 575M.

## Загальні характеристики

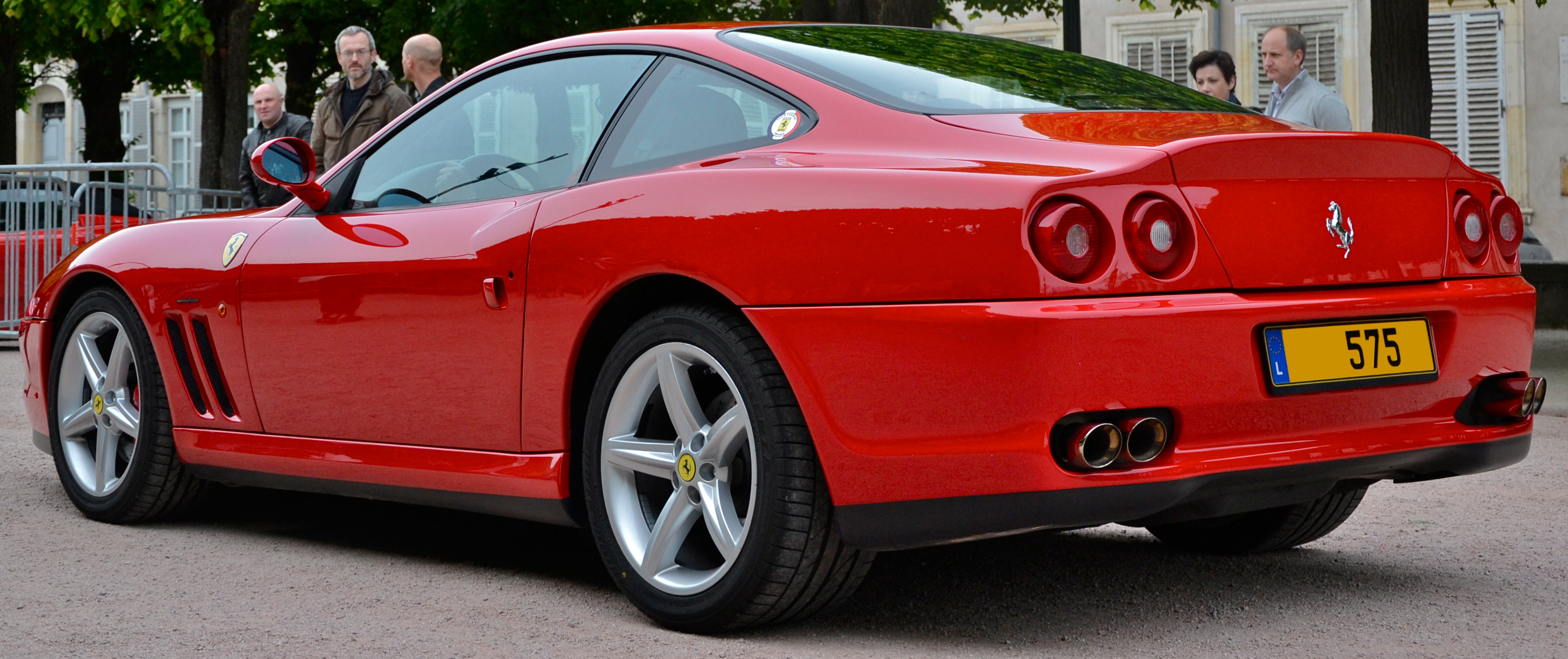
Ferrari 575M Maranello

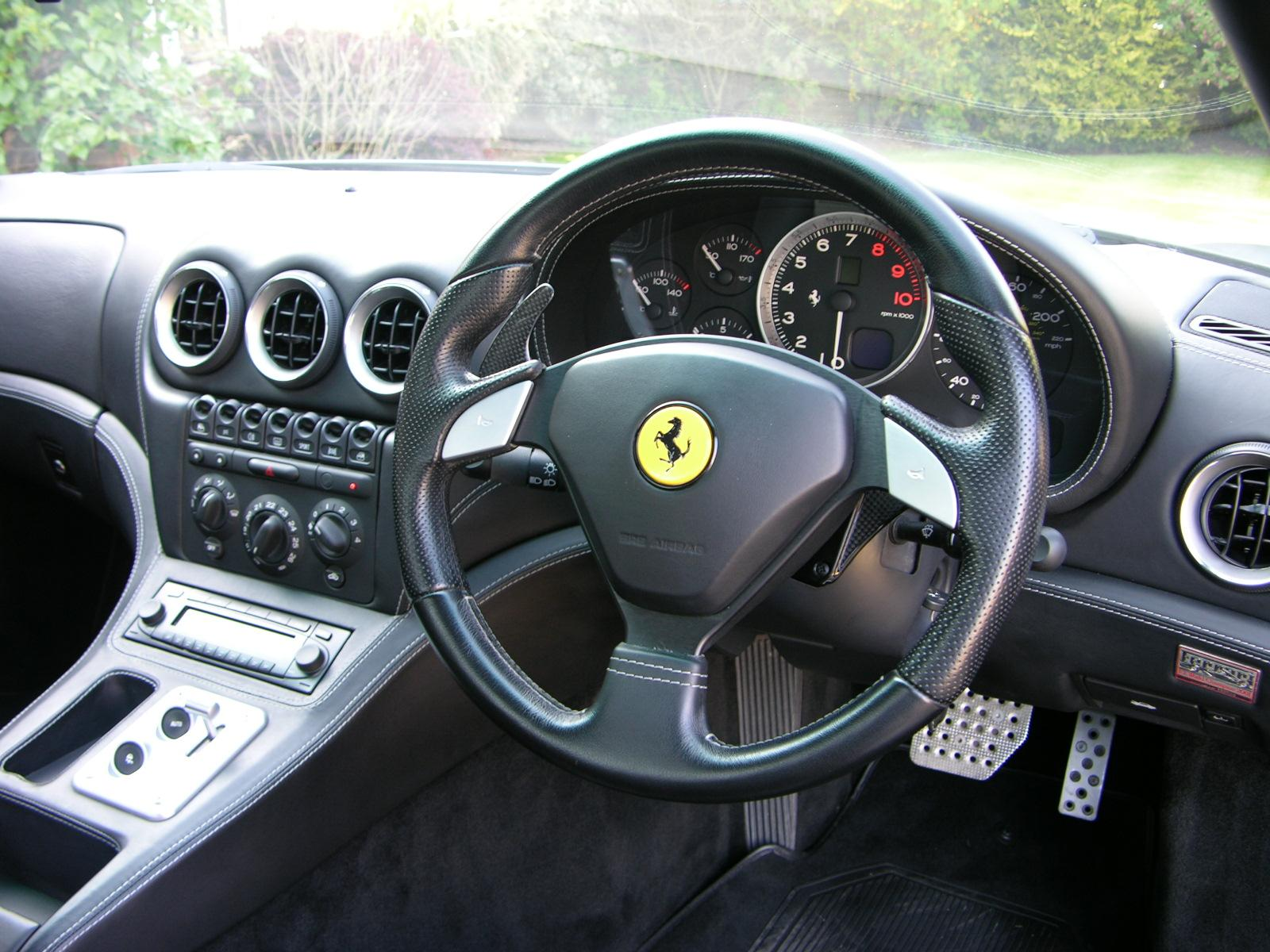

Оновлення з 550 включали оновлений інтер'єр, але з істотними покращеннями механіки, а саме збільшені дискові гальма, більш потужний двигун, інший розподіл ваги, вдосконалена аеродинаміка і динаміка рідин та адаптивне налаштування незалежної підвіски всіх коліс (яка також керується коробкою передач, щоб мінімізувати нахил за 200 мілісекунд часу переключення). Були доступні дві 6-ступеневі трансмісії, звичайна ручна КПП і, вперше на Ferrari V12, напівавтоматична (електрогідравлічна ручна) КПП 'F1' Magneti Marelli. Числа моделі належать до загального позначення об’єму в літрах, тоді як 'M' є скороченням слова modificato («модифікований»).
У 2005 році компанія розробила новий GTC пакет та версію Superamerica (обмежений випуск 559 купе з відкидним жорстким дахом), разом зі збільшенням потужності з 508 к. с. (379 кВт) до 533 к. с. (397 кВт).

### Двигун
- 5.7 L Tipo F133E/G V12 515 к.с. при 7,250 об/хв 589 Нм при 5,250 об/хв (575M Maranello)
- 5.7 L Tipo F133E/G V12 540 к.с. при 7,250 об/хв 589 Нм при 5,250 об/хв (575 Superamerica)

## Пакет GTC
Пакет GTC включав четверту керамічну гальмівну систему Ferrari, підсилену вуглепластиком з карбіду кремнію (C/SiC), зроблену Brembo (перші 3 були на моделях Challenge Stradale, F430 і Enzo), так само як і налаштовану на кращу роботу підвіску, вихлопи низького обмеження, і унікальні 19-дюймові колеса. Нові гальма мали в основі технологію Формули 1 компанії. Вони використовували 15.7-дюймові диски з 6-поршневими супортами спереду і 14.2-дюймові диски з 4-поршневими супортами ззаду.

## Superamerica

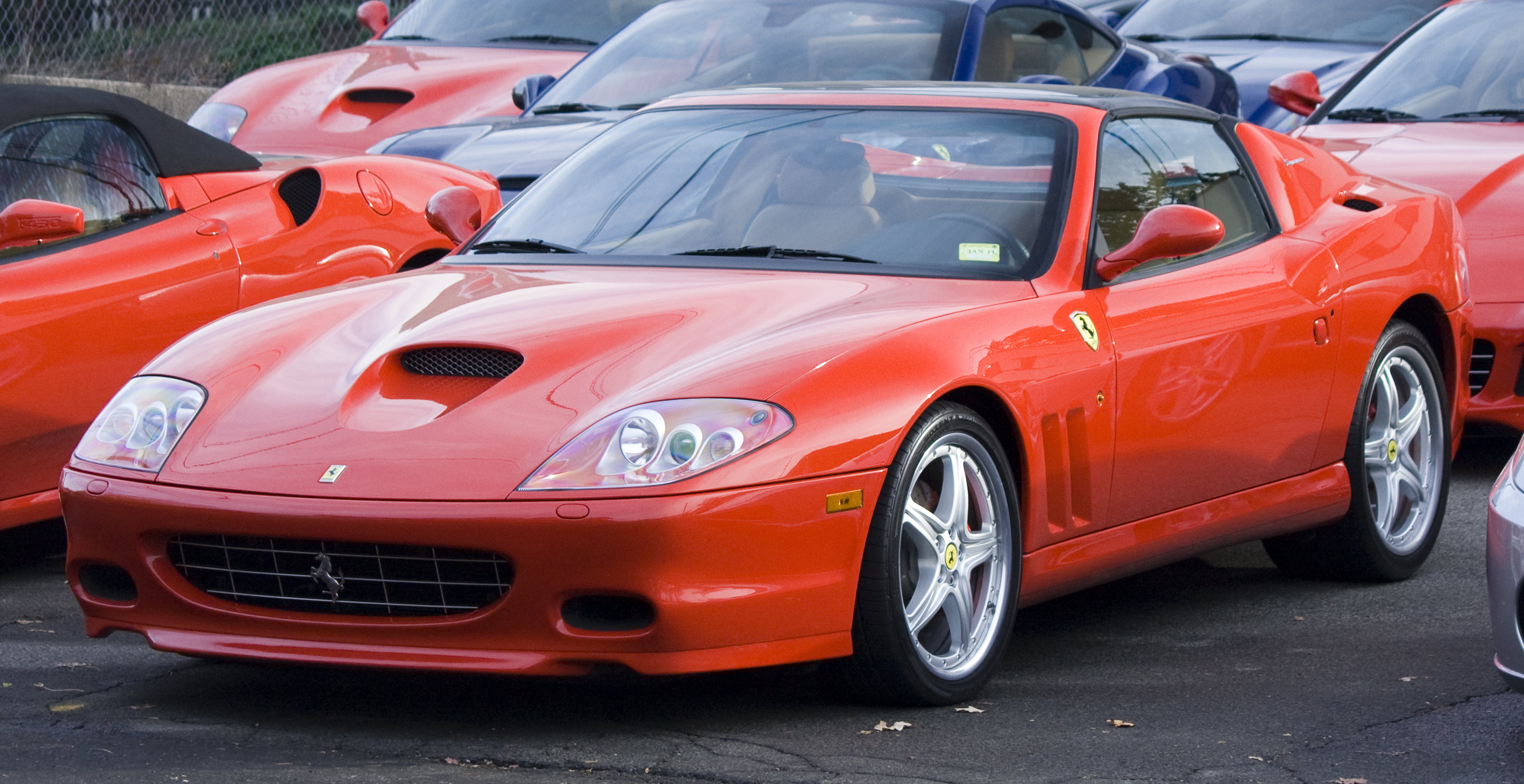
Ferrari 575M Superamerica

Представлена у 2005 році, Ferrari 575M Superamerica була версією кабріолет 575M Maranello; вона включала електрохромний скляний панельний дах, який повертався на 180° назад і плоско лягав на задню панель. Запатентований Revocromico дах містить структуру з вуглепластику, яка висить на одній осі з кришкою багажного відділу, даючи доступ до нього навіть при відкритому даху. Заднє скло, окреме, щоб тримати третій стоп-сигнал, з відкритим дахом діє як вітрове. Цей дизайн даху був раніше використаний на Vola 2001 року від Леонардо Фіораванті. Superamerica використовувала високо модифіковану версію двигуна V12, F133 G, позначений на 533 к. с. (397 КВт) і Ferrari продавав його як найшвидший у світі кабріолет, з максимальною швидкістю в 199 миль/год. (320 км/год). Пакет GTC був опційним.
В сумі було збудовано 559 Superamerica; це число відповідало філософії Енцо Феррарі, оскільки завжди має бути доступно на одну машину менше, ніж вимагав ринок.

## 575 GTZ
Спеціальна 575M була побудована ательє Zagato для японського колекціонера Ferrari Йошіюкі Хаяші, і була представлена на Женевському автосалоні 2006 року. Розроблена, щоб згадати 250 GT Berlinetta Zagato і ознаменувати 50-ту річницю модельного ряду 250, GTZ була офіційно схвалена Ferrari та включає фірмовий двогорбий дах Zagato і забарвлення у два тони. В сумі збудували шість машин.

## Перегони

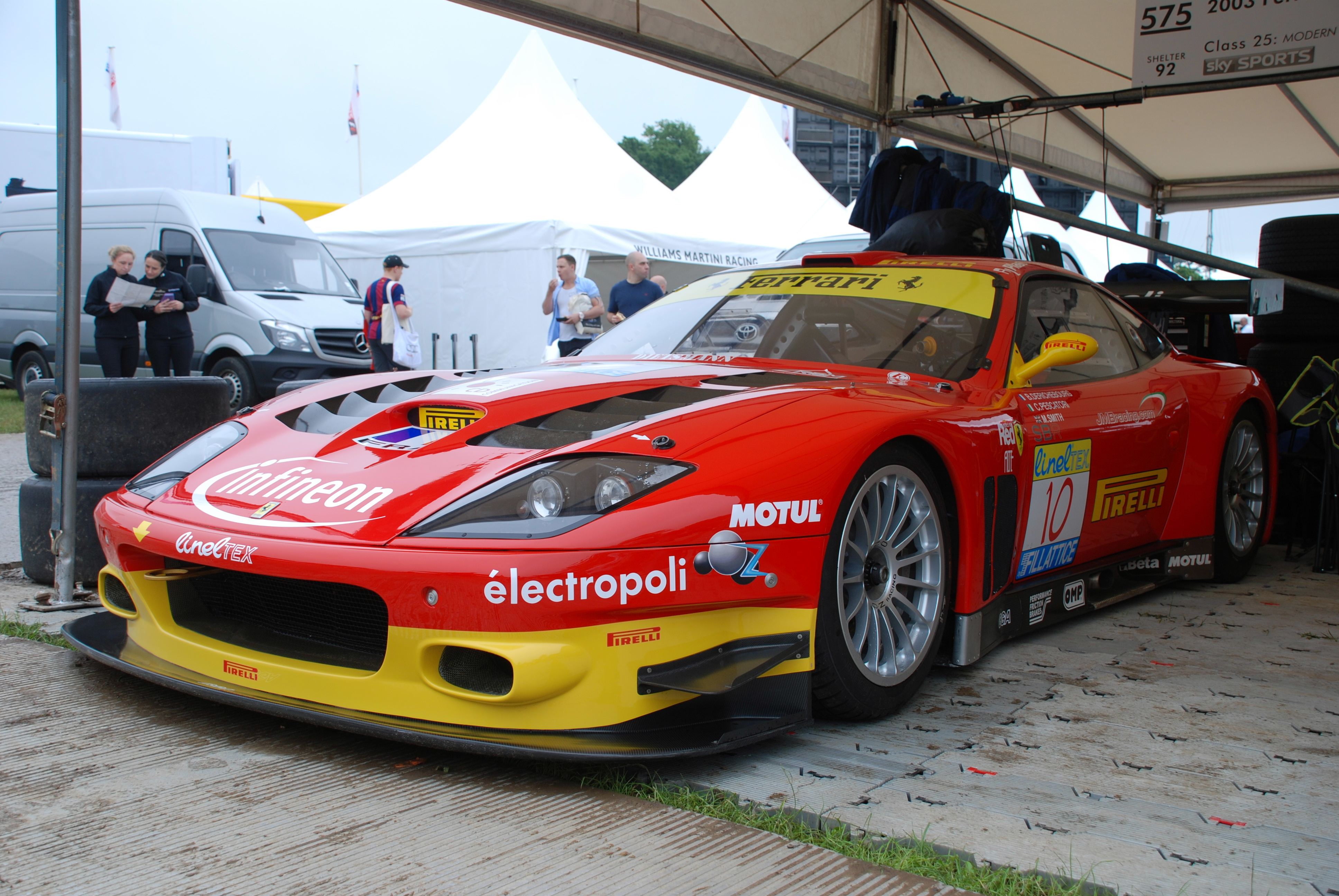
Ferrari 575-GTC

У 2003 році Ferrari оголосила про продаж декількох гоночних автомобілів на основі 575M, відомої як 575-GTC (не плутати з пакетом GTC 575M). Після успіху Prodrive в модифікації Ferrari 550, Ferrari хотів би запропонувати свій гоночний автомобіль для клієнтів. Ця модифікація використовується в основному в чемпіонаті FIA GT. 575-GTC вдалося перемогти у своєму першому сезоні, а потім ще один раз перемогти у 2004 році. На жаль, 575-GTC були не настільки швидкі, як побудовані Prodrive 550-GTSS, і використовувалися у змаганнях до кінця 2005 року.